# House Arrest
House Arrest – trzeci album Ariela Pinka jaki doczekał się oficjalnej dystrybucji, wydany wcześniej w roku 2003 w limitowanym nakładzie jako podwójny album z Lover Boy. Jest to piąta część serii Haunted Graffiti. Utwory 13 i 14 to bonusy. Na wersji winylowej znajdują się utworu 1-9 i 11.

## Lista utworów
1. "Hardcore Pops Are Fun"
2. "Interesting Results"
3. "West Coast Calamities"
4. "Flying Circles"
5. "Gettin: High In The Morning"
6. "Helen"
7. "Every Night I Die At Miyagis"
8. "House Arrest"
9. "Alisa"
10. "The People I'm Not"
11. "Almost Waiting"
12. "Oceans Of Weep"
13. "Netherlands"
14. "Higher And Higher"